# Kingsnorth
Kingsnorth is een civil parish in het bestuurlijke gebied Ashford, in het Engelse graafschap Kent met 11.243 inwoners.